# Khorixas

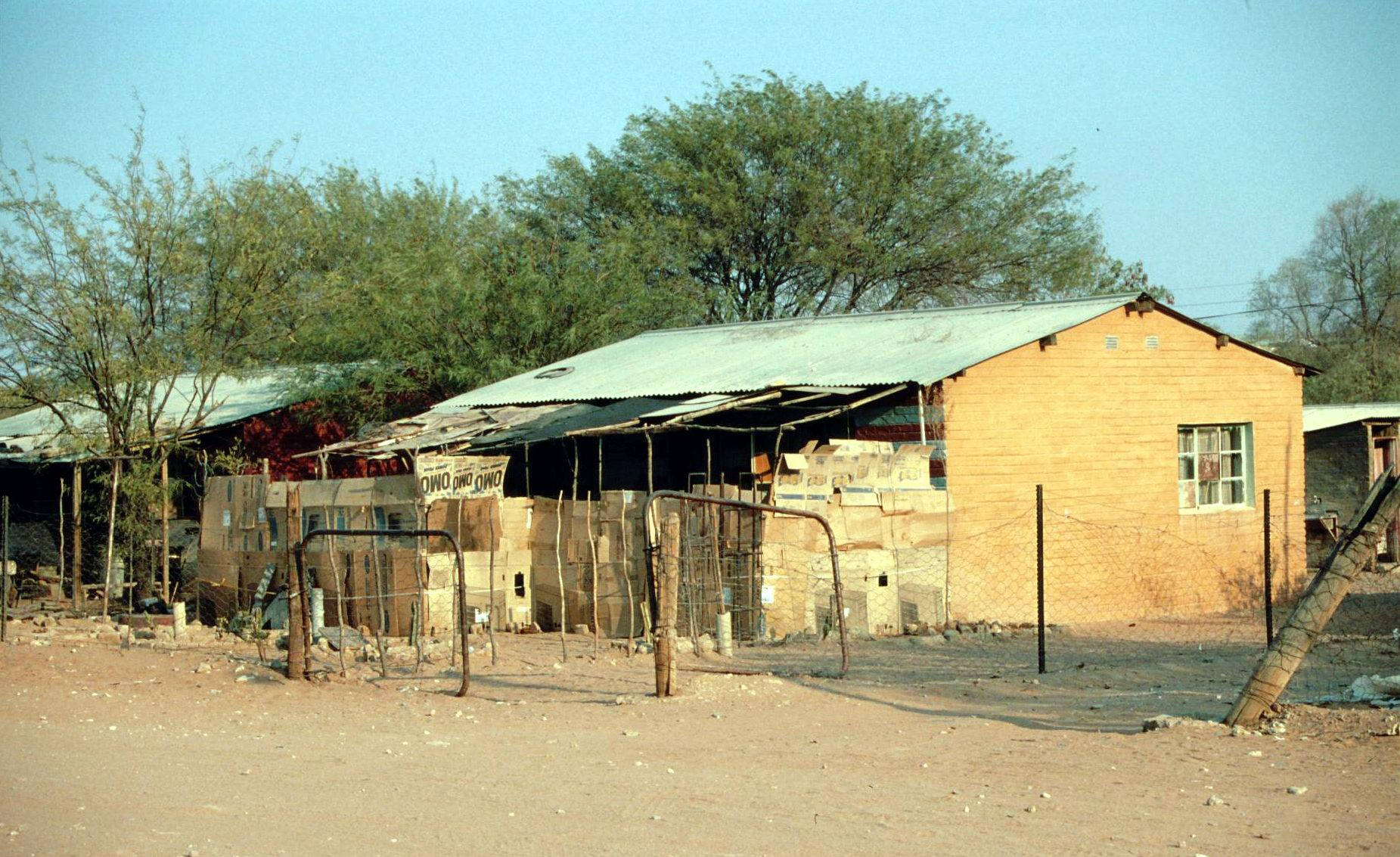
Wohnhaus in Khorixas (2003)

Khorixas (bis 1968 Welwitschia) ist eine namibische Gemeinde im gleichnamigen Wahlkreis in der Region Kunene mit 9371 Einwohnern (Stand 2023) auf einer Fläche von 71,0872 km². Der Stadtname bedeutet so viel wie „Platz des Khori-Busches“. Im Ort befinden sich eine Bank, ein Krankenhaus, ein Supermarkt und eine Tankstelle. Es gibt einen Anschluss an die Hauptstraße C39 und damit an die Stadt Outjo.

## Geschichte
Die Stadt war zu Zeiten der südafrikanischen Verwaltung bis 1989 Verwaltungssitz des Homelands Damaraland. Der ehemalige Name Welwitschia rührt von der in Teilen Namibias und Süd-Angolas verbreiteten Pflanze Welwitschie her. In dieser Gegend sind tausende Felsbilder versammelt – sowohl als Felsmalereien wie insbesondere auch als Felsritzungen –, die von Kulturen der Mittelsteinzeit und der Jungsteinzeit stammen.

## Kommunalpolitik
Bei den Kommunalwahlen 2015 wurde folgendes amtliche Endergebnis ermittelt.
| Partei    | Stimmen | Stimmenanteil | Sitze |
| --------- | ------- | ------------- | ----- |
| SWAPO     | 1741    | 54,9 %        | 4     |
| UDF       | 1345    | 42,4 %        | 3     |
| DTA       | 071     | 02,2 %        | 0     |
| RDP       | 015     | 00,5 %        | 0     |
| Insgesamt | 3172    | 100 %         | 7     |

## Bildungseinrichtungen

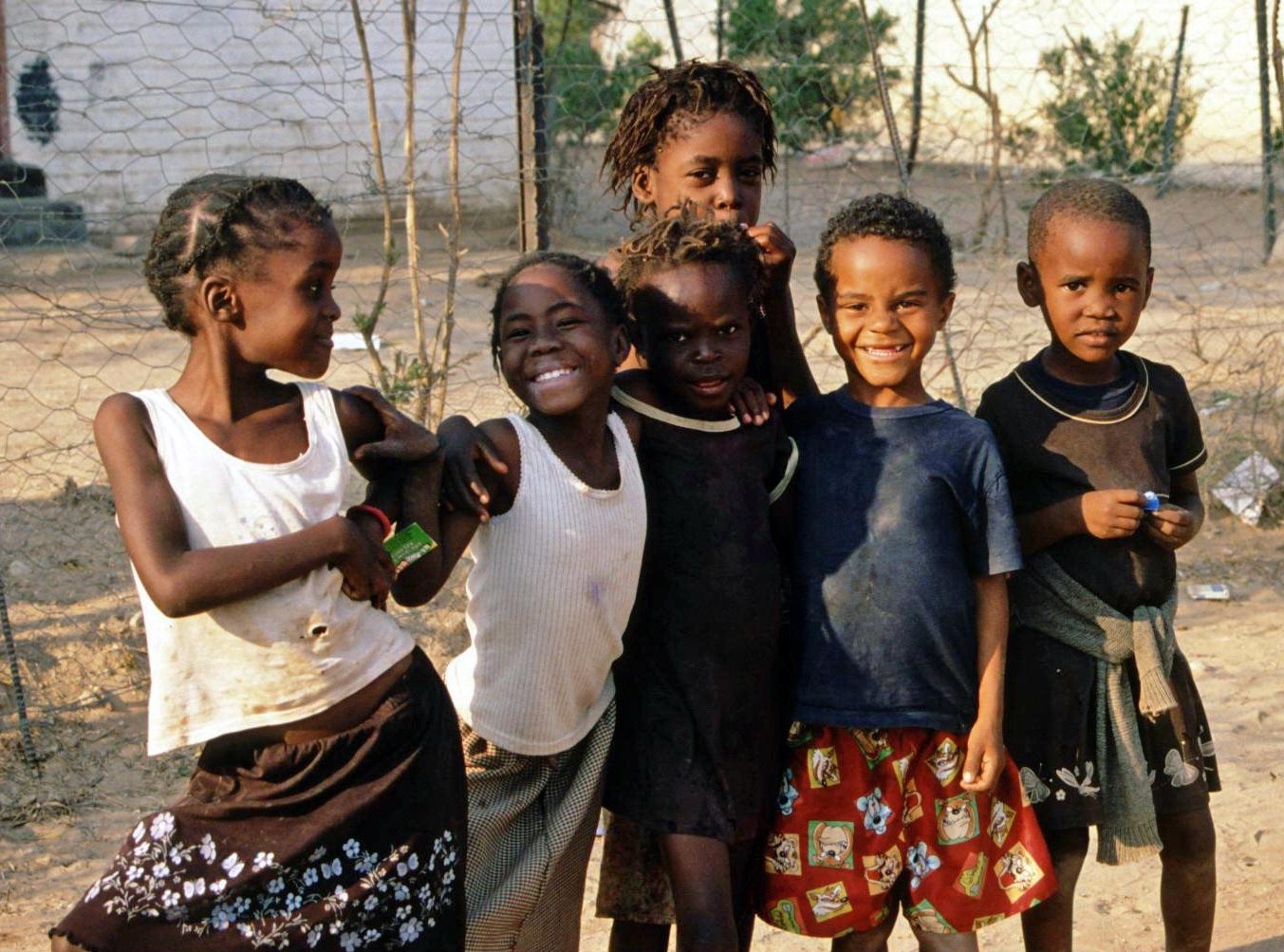
Kinder in Khorixas

### Grundschulen
- A. Gariseb Primary School
- Eddie Bowe Primary School
- Elias Amxab Primary School
- Frans Frederick Primary School
- Jakob Basson Primary School
- Th F. Gaeb Junior Primary School
- Versteende Woud Sen Prim. School
- Warmquelle Primary School

### Oberschulen
- Braunfels Agricultural High School
- Cornelius Goreseb Sen. Sec. School
- Welwitschia Junior Sec. School

## Touristisches

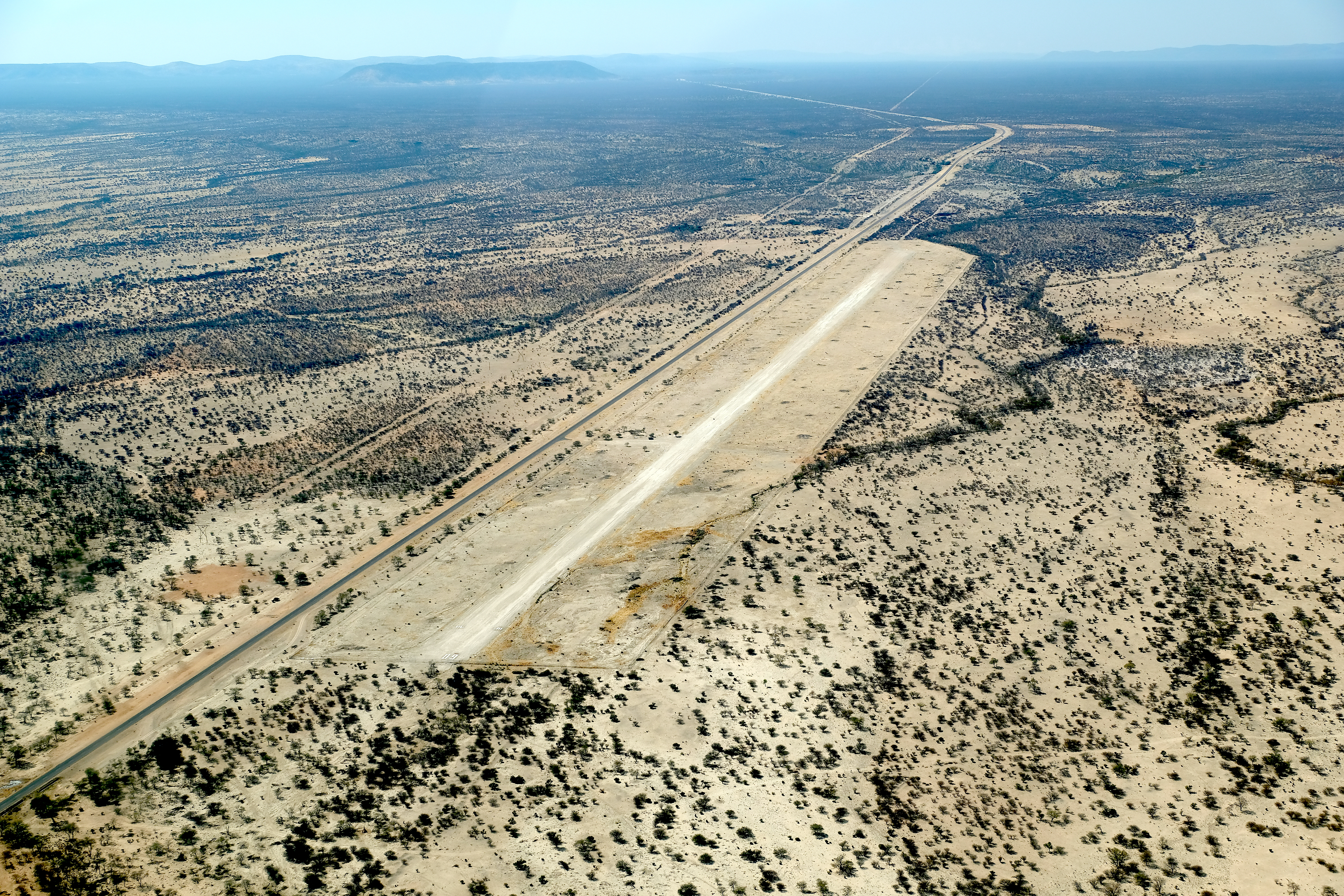
Flugfeld in Khorixas parallel zur Hauptstraße C39 (2018)

Für touristische Besucher ist Khorixas – abgesehen von den Versorgungsmöglichkeiten – vor allem wegen seiner Nähe zu den Orgelpfeifen, dem Versteinerten Wald, dem Verbrannten Berg und den Felsgravuren von Twyfelfontein bedeutsam (letztere drei sind Nationale Denkmäler in Namibia). Am Ortsrand von Khorixas bestehen einfache Übernachtungscamps und seit dem Jahr 2000 im Ortszentrum auch eine Übernachtungs-Lodge. Nordöstlich von Khorixas liegen das Dorf Fransfontein und die Felsnadel der Fingerklippe.
Khorixas verfügt östlich der Stadt über ein 2 km langes Flugfeld, das parallel zur Hauptstraße C39 verläuft.